# Gamelia denhezi
Gamelia denhezi är en fjärilsart som beskrevs av Lemaire 1966. Gamelia denhezi ingår i släktet Gamelia och familjen påfågelsspinnare. Inga underarter finns listade i Catalogue of Life.